# Güterumgehungsbahn Münster
| |                                                      |                                                  |                                                  |
| Streckennummer (DB): | 2010 (Mecklenbeck–Sudmühle) 2011 (Lechtenberg–Kanal) |                                                  |                                                  |
| Streckenlänge: | 13 km                                                |                                                  |                                                  |
| Spurweite: | 1435 mm (Normalspur)                                 |                                                  |                                                  |
| Streckenklasse: | D4                                                   |                                                  |                                                  |
| Stromsystem: | 15 kV 16,7 Hz ~                                      |                                                  |                                                  |
| Streckengeschwindigkeit: | 80 km/h                                              |                                                  |                                                  |
| Zugbeeinflussung: | PZB                                                  |                                                  |                                                  |
| Zweigleisigkeit: | Pleister–Sudmühle, Lechtenberg–Kanal                 |                                                  |                                                  |
| |                                                      |                                                  |                                                  |
| \| \| \| von Wanne-Eickel \| \| \| \| \| von Empel-Rees \| \| \| \| 0,000 \| Mecklenbeck \| Mecklenbeck \| \| \| \| nach Münster Hbf, nach Hamburg (via Münster Hbf) \| \| \| \| 1,786 \| Preußen–Münster (23 m) \| Preußen–Münster (23 m) \| \| \| \| von Hamm \| \| \| \| −0,023 00,000 \| Münster Lechtenberg (Abzw) \| Münster Lechtenberg (Abzw) \| \| \| \| nach Münster \| \| \| \| 3,200 \| Münster (Westf) Unterwerk (Anst) \| Münster (Westf) Unterwerk (Anst) \| \| \| \| Anschluss Uw Münster \| \| \| \| \| \| \| \| \| 1,383 04,062 \| Dortmund-Ems-Kanal (67 m) \| Dortmund-Ems-Kanal (67 m) \| \| \| 2,185 04,855 \| Münster (Westf) Kanal \| Münster (Westf) Kanal \| \| \| 5,400 \| ehem. Ortsumfahrung[1] \| ehem. Ortsumfahrung[1] \| \| \| 5,565 \| Münster–Neubeckum (59 m) \| Münster–Neubeckum (59 m) \| \| \| 9,225 \| Münster Pleister (Üst) \| Münster Pleister (Üst) \| \| \| 10,314 \| Münster–Rheda (28 m) \| Münster–Rheda (28 m) \| \| \| \| von Wanne-Eickel (via Münster Hbf) \| \| \| \| 12,226 \| Sudmühle \| Sudmühle \| \| \| \| nach Hamburg \| \| \| \| \| \| \| \| Quellen: [2][3] \| \| \| \| |                                                      |                                                  |                                                  |
| Strecke |                                                      | von Wanne-Eickel                                 | von Wanne-Eickel                                 |
| Abzweig geradeaus und von links |                                                      | von Empel-Rees                                   | von Empel-Rees                                   |
| Bahnhof | 0,000                                                | Mecklenbeck                                      | Mecklenbeck                                      |
| Abzweig geradeaus und nach links |                                                      | nach Münster Hbf, nach Hamburg (via Münster Hbf) | nach Münster Hbf, nach Hamburg (via Münster Hbf) |
| Kreuzung geradeaus oben | 1,786                                                | Preußen–Münster (23 m)                           | Preußen–Münster (23 m)                           |
| Strecke von rechts · Strecke |                                                      | von Hamm                                         | von Hamm                                         |
| Blockstelle · Strecke | −0,023 00,000                                        | Münster Lechtenberg (Abzw)                       | Münster Lechtenberg (Abzw)                       |
| Abzweig geradeaus und nach links · Kreuzung geradeaus unten |                                                      | nach Münster                                     | nach Münster                                     |
| Strecke · ehemalige Blockstelle | 3,200                                                | Münster (Westf) Unterwerk (Anst)                 | Münster (Westf) Unterwerk (Anst)                 |
| Strecke · Abzweig geradeaus und ehemals nach links |                                                      | Anschluss Uw Münster                             | Anschluss Uw Münster                             |
| Strecke nach links · Abzweig geradeaus und von rechts |                                                      |                                                  |                                                  |
| Brücke über Wasserlauf | 1,383 04,062                                         | Dortmund-Ems-Kanal (67 m)                        | Dortmund-Ems-Kanal (67 m)                        |
| Dienststation / Betriebs- oder Güterbahnhof | 2,185 04,855                                         | Münster (Westf) Kanal                            | Münster (Westf) Kanal                            |
| Abzweig geradeaus und ehemals von links | 5,400                                                | ehem. Ortsumfahrung                              | ehem. Ortsumfahrung                              |
| Kreuzung geradeaus oben | 5,565                                                | Münster–Neubeckum (59 m)                         | Münster–Neubeckum (59 m)                         |
| Blockstelle | 9,225                                                | Münster Pleister (Üst)                           | Münster Pleister (Üst)                           |
| Kreuzung geradeaus oben | 10,314                                               | Münster–Rheda (28 m)                             | Münster–Rheda (28 m)                             |
| Abzweig geradeaus und von links |                                                      | von Wanne-Eickel (via Münster Hbf)               | von Wanne-Eickel (via Münster Hbf)               |
| Dienststation / Betriebs- oder Güterbahnhof | 12,226                                               | Sudmühle                                         | Sudmühle                                         |
| Strecke |                                                      | nach Hamburg                                     | nach Hamburg                                     |
| |                                                      |                                                  |                                                  |
| Quellen: |                                                      |                                                  |                                                  |

Die Güterumgehungsbahn Münster ist eine elektrifizierte und überwiegend eingleisige Umgehungsbahn in Münster in Westfalen, die regulär nur dem Güterverkehr dient, um diesen weiträumig um den Hauptbahnhof von Münster herumzuführen; Güterzüge von und nach Rheine müssen allerdings Münster Hauptbahnhof passieren.

## Geschichte
Sie wurde am 5. Oktober 1930 eröffnet und ist damit die jüngste größere Eisenbahn-Baumaßnahme im Münsterland.
Grund für den Bau der Umgehungsbahn war der nach dem Ersten Weltkrieg stark ansteigende Güterverkehr in Zusammenhang mit der Tatsache, dass der Hauptbahnhof von Münster keine reinen Durchfahrgleise für Güterzüge besaß und solche aus Platzmangel auch nicht gebaut werden konnten.
Ursprünglich sah die Planung auch den Bau eines zweiseitigen Rangierbahnhofs (etwa im Bereich zwischen Dortmund-Ems-Kanal und Kaldenhofer Weg) vor, welcher über die Umgehungsbahn an alle wichtigen auf Münster zuführenden Strecken angeschlossen werden sollte. Aus Kostengründen wurde dann jedoch nur die Umgehungsbahn verwirklicht.
Von den ursprünglichen Plänen zeugen noch heute einige bauliche Gegebenheiten. Beispiele hierfür sind der für zwei Gleise ausgelegte Bahndamm, die sehr breite Dammaufschüttung im Bereich des geplanten Rangierbahnhofs sowie nie benutzte Brückenwiderlager.
Am 25. Mai 1968 wurde die Elektrifizierung der Strecke abgeschlossen.
Die Umgehungsbahn weist relativ wenig Verkehr auf, da sie außerhalb der Güterverkehrskorridore liegt.

## Verlauf
Die Umgehungsbahn beginnt im Bahnhof Münster-Mecklenbeck an der Strecke Wanne-Eickel – Münster. Sie ist östlich der Innenstadt trassiert und mündet im Betriebsbahnhof (Bbf) Sudmühle in die Strecke Münster – Osnabrück. Darüber hinaus gibt es durch den Abzweig Lechtenberg die Möglichkeit, ausgehend von der Strecke Hamm – Münster die Umgehungsbahn in Richtung Sudmühle an der Osnabrücker Strecke zu befahren.
Größtenteils ist die als Hauptbahn eingestufte Umgehungsbahn eingleisig ausgeführt. Nur die Anschlusskurve an die Hammer Strecke sowie der Abschnitt Überleitstelle (Üst) Pleister – Bbf Sudmühle sind zweigleisig. Der Bbf Kanal verfügt über drei Bahnhofsgleise.
Die Strecke ist vollständig kreuzungsfrei und überwiegend in Dammlage gebaut. Lediglich im Abschnitt Bbf Mecklenbeck – Bbf Kanal liegt sie teilweise in einem Einschnitt.

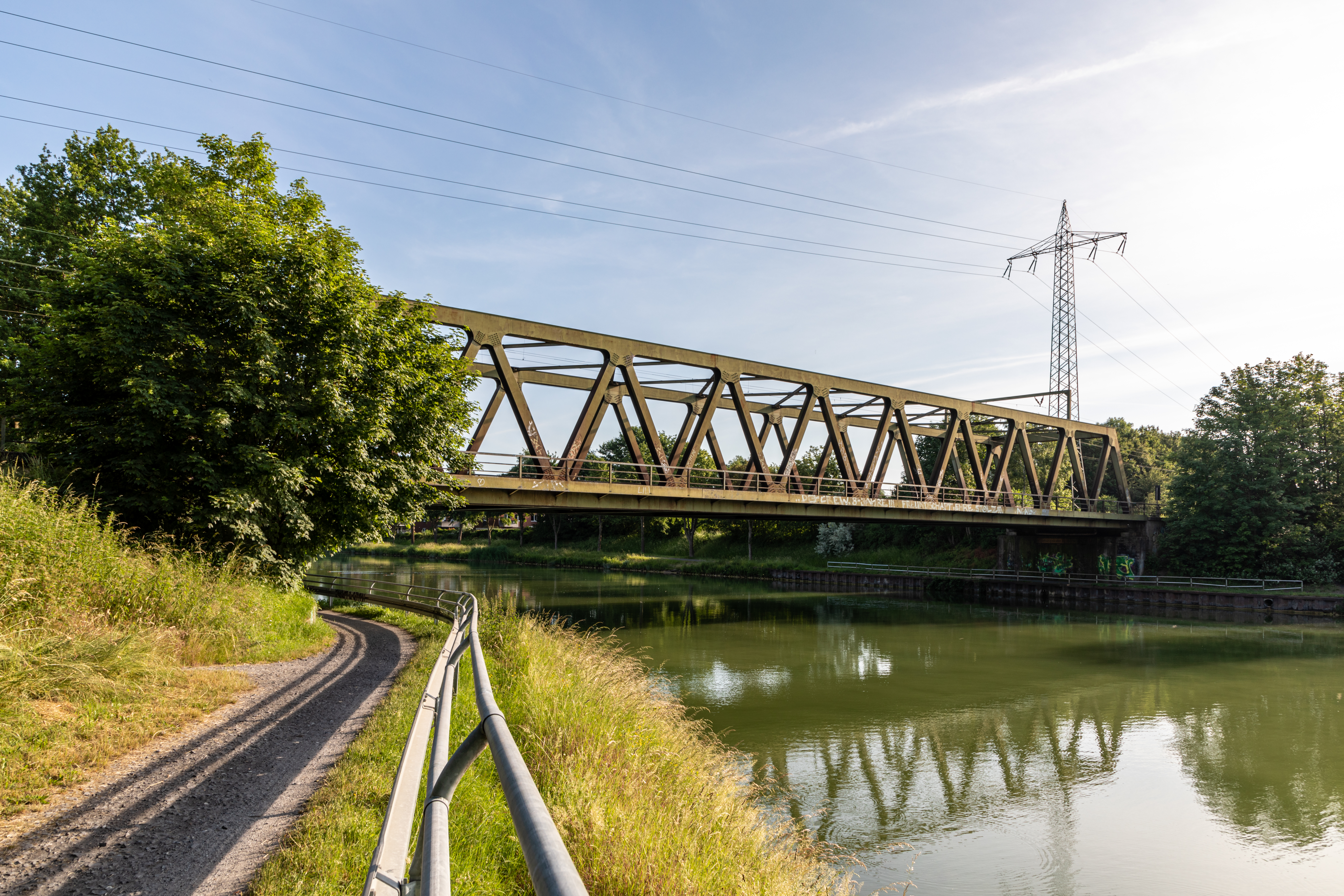
Brücke über den Dortmund-Ems-Kanal

Im Verlauf der Strecke befinden sich viele Brücken, von denen diejenige über den Dortmund-Ems-Kanal die größte ist.